# Agathon Léonard
Léonard Agathon Van Weydeveldt, detto Agathon Léonard (Lilla, 28 agosto 1841 – Parigi, 12 novembre 1923), è stato uno scultore francese di origine belga.

## Biografia
Dopo aver studiato all'accademia delle belle arti di Lilla, e poi alla scuola di belle arti di Parigi, Agathon Léonard si stabilì definitivamente a Parigi dopo aver esposto al Salone del 1868. Si unì alla Società degli artisti francesi nel 1887 e poi alla Società nazionale delle belle arti nel 1897.
Molto legato alla corrente stilistica dell'Art nouveau, egli espose varie opere (medaglioni, statuette di bronzo e ceramiche) lavorate nei minimi dettagli, soprattutto all'esposizione universale del 1900 a Parigi, dove espose il celebre centrotavola Jeu de l’écharpe in porcellana biscuit di Sèvres.

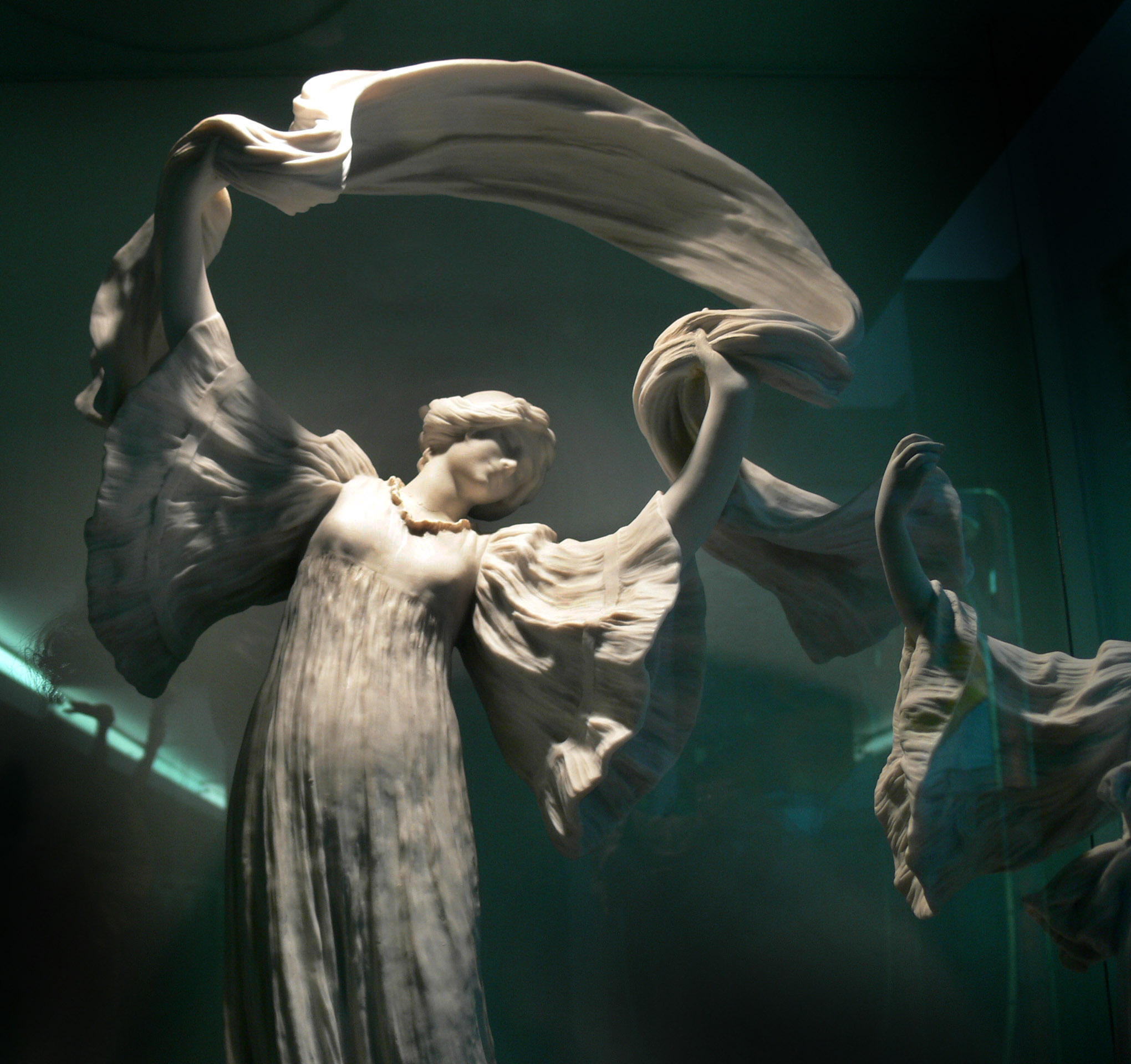
Danseuse à l’écharpe, pied gauche levé, 1898, biscuit di Sèvres, La Piscine, Roubaix

Quest'opera nello specifico era una commissione della manifattura di Sèvres risalente al 1898, quando voleva adattarsi ai gusti dei contemporanei e rinnovare la propria produzione. Fu Alexandre Sandier a scegliere il soggetto. L'opera è composta da quindici figure femminili, unendo al gusto novecentesco delle influenze neogreche, oltre a citare le statuette di Tanagra. Tutte queste figure sono legate alla danza e alla musica, oltre a richiamare Loïe Fuller e Isadora Duncan, due pioniere della danza moderna. L'ispirazione, comunque, è antica: le figure indossano una veste plissettata con le maniche svasate che richiamano le tuniche antiche.
Scolpì anche opere marmoree e lavorò con il quarzo e l'avorio. Le sue opere erano incentrate per lo più sulla figura umana, soprattutto quella muliebre.
Agathon Léonard venne nominato cavaliere dell'ordine nazionale della Legion d'onore tramite un decreto del 16 agosto del 1900.

## Lista non esaustiva di opere nelle collezioni pubbliche

### Danimarca
- Copenaghen, Ny Carlsberg Glyptotek:
  - Vision de Faust, 1886, marmo.

### Francia

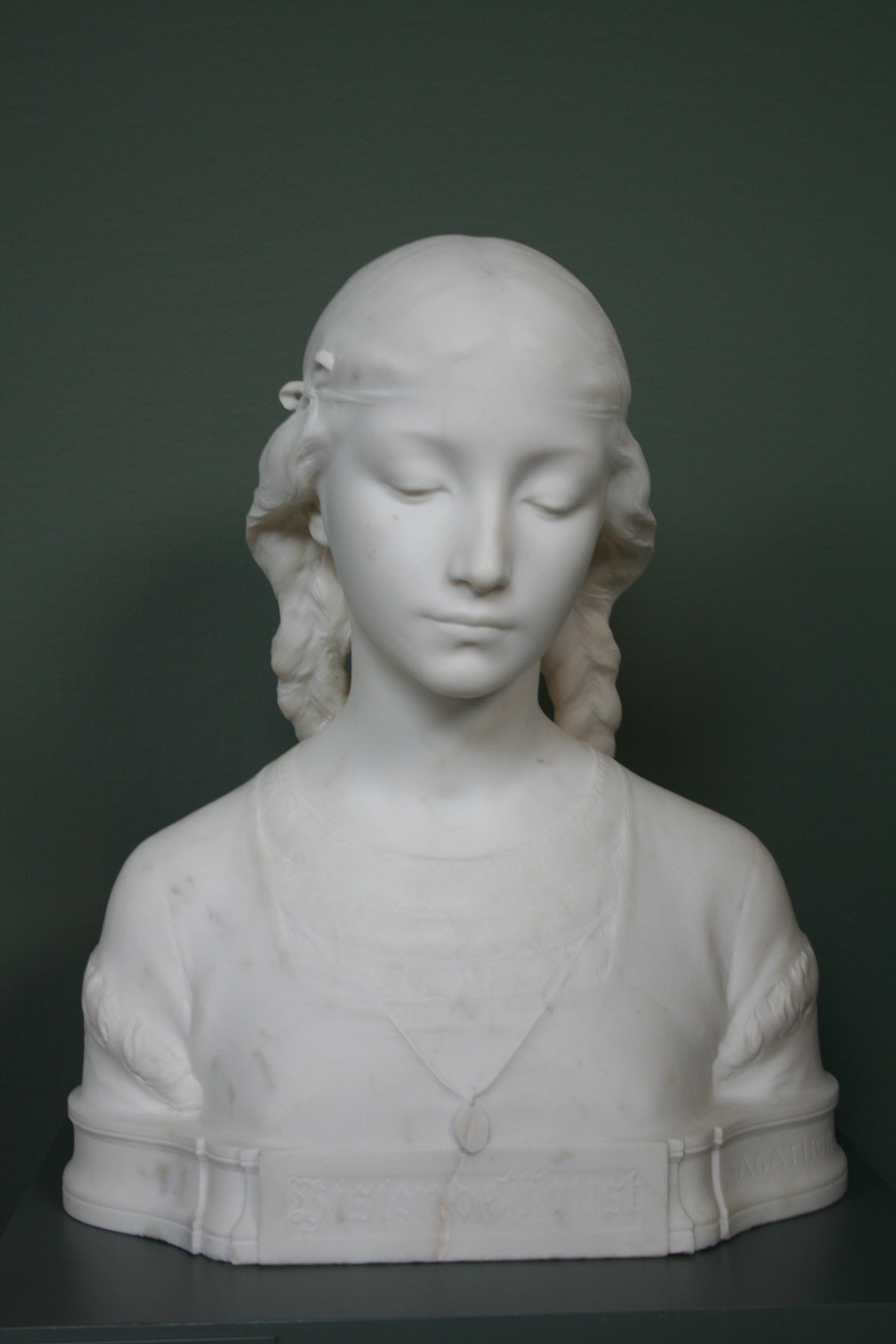
Vision de Faust, 1886, Ny Carlsberg Glyptotek, Copenaghen

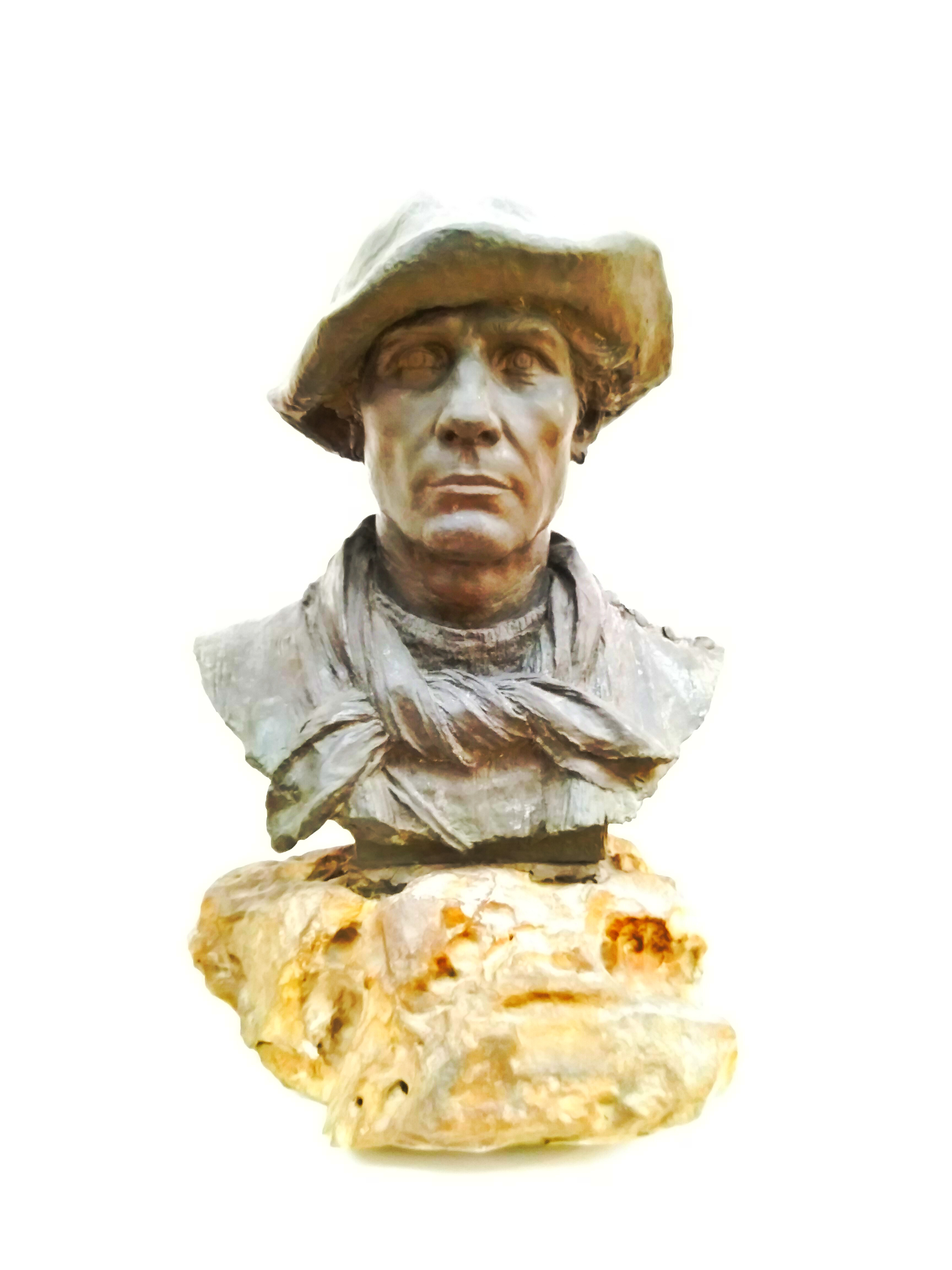
Le pilleur d'épaves, 1907, bronzo, Nantes, museo delle belle arti

- Abbeville, museo Boucher de Perthes:
  - Sainte-Cécile, bronzo, bassorilievo, XIX secolo
- Beauvais, museo dipartimentale dell'Oise:
  - Portrait de Léon Gerardin, 1887, medaglia
- Lilla, museo delle belle arti:
  - Sainte Cécile, 1888, bassorilievo, bronzo;
  - Le Scapulaire, 1895, busto, marmo;
  - Le Vœu, 1896, bronzo;
  - La Paysanne, 1899, biscuit policromo di Sèvres;

- Mehun-sur-Yèvre, museo del Castello Carlo VII:
  - Porteuse de flambeaux, 1909, biscuit di Sèvres (da Agathon Léonard), centrotavola
- Nantes, museo delle belle arti:
  - La peinture, 1891, gesso;
  - Le pilleur d'épaves, 1907, busto, bronzo;
- Parigi, Petit Palais, museo delle belle arti della città di Parigi:
  - Etudes pour le surtout du «Jeu de l’Echarpe»: Danseuse à l'écharpe vue de dos et Danseuse à l'écharpe vue de face, 1897, terracotta;[6]
- Reims, museo delle belle arti:
  - Danseuse à la marguerite, 1900 circa, bronzo, dal centrotavola Le Jeu de l'écharpe
- Roubaix, La Piscine, museo d'arte e industria:
  - Danseuse chantant, 1907, biscuit de Sèvres;[3]
  - Danseuse à l’écharpe, pied gauche levé, 1898, biscuit di Sèvres;
- Sèvres, Manifattura di Sèvres:
  - Statuette du surtout à l'écharpe, biscuit di Sèvres.